# 真辺克彦
真辺 克彦（まなべ かつひこ、1969年1月9日 - ）は、日本の脚本家。大阪府生まれ。桃山学院大学中退。

## 経歴
第一回札幌映像セミナーに参加した際、オリジナル脚本が脚本家の荒井晴彦、長谷川和彦監督から高い評価を受ける。これが映画界に入る切っ掛けで、このため荒井、長谷川と長谷川の下にいた成島出の三人を師匠として挙げている。1995年オリジナルビデオ「ミッドナイトストリート〜湾岸ドリフト族」で脚本家デビュー。また、鴨義信とともに脚本家ユニット『公園兄弟』としても活動中で、多くの作品を手掛けている。

## 主な作品

### 映画
- スリ（黒木和雄監督・堤泰之と共同脚本 2000年）
- 少女〜an adolescent（奥田瑛二監督 ／成島出と共同脚本 2001年）
- 油断大敵（成島出監督 ／小松與志子と共同脚本 2003年）
- サイドカーに犬（根岸吉太郎監督／田中晶子と共同脚本 2007年）
- 歓喜の歌（松岡錠司監督と共同脚本 2007年）
- 毎日かあさん（小林聖太郎監督／2011年）
- 脳男（瀧本智行監督／成島出と共同脚本2013年）
- 草原の椅子（成島出監督／成島出、加藤正人、奥寺佐渡子、多和田久美と共同脚本2013年）
- ソロモンの偽証 前篇・事件 / 後篇・裁判（2015年）
- 破門 ふたりのヤクビョーガミ（小林聖太郎監督／小嶋健作・小林聖太郎と共同脚本 2017年）

### テレビドラマ
- アストロ球団 （「公園兄弟」として鴨義信と共同脚本 2005年）
- 深夜食堂 （2009年）
- 深夜食堂 第2シリーズ （2011年）
- カルテット （「公園兄弟」として鴨義信と共同脚本 2011年）
- 深夜食堂 第3シリーズ （2014年）
- 今度生まれたら（2022年、NHK BSプレミアム）

### アニメ
- 真救世主伝説 北斗の拳 ラオウ伝 殉愛の章 （堀江信彦、鴨義信と共同脚本 2006年）
- 真救世主伝説 北斗の拳 ラオウ伝 激闘の章（堀江信彦、鴨義信と共同脚本 2007年）
- メガロボクス （小嶋健作と共同脚本 2018年）
- NOMAD メガロボクス2 （小嶋健作と共同脚本 2021年）

### オリジナルビデオ
- ミッドナイトストリーム 湾岸ドリフト族 （1995年）
- ミッドナイトストリーム2 湾岸ドリフト族 （1995年）

## 受賞歴
- 第25回日本映画批評家大賞（2016年）
  - 脚本賞（『ソロモンの偽証』）[2]